# Lac Brûlé (Lac-Jacques-Cartier)
Pour les articles homonymes, voir Brûlé et Lac Brûlé (homonymie).
Le lac Brûlé est un plan d'eau douce situé au nord-est de la ville de Québec, dans le territoire non organisé de Lac-Jacques-Cartier, dans la municipalité régionale de comté de La Côte-de-Beaupré, dans la région administrative de la Capitale-Nationale, dans la province de Québec, au Canada.
Le lac Brûlé est desservi par quelques routes forestières secondaires pour les besoins de la foresterie. La sylviculture constitue la principale activité économique de cette vallée; les activités récréotouristiques, en second.
À cause de l'altitude, la surface du lac Brûlé est généralement gelée de la fin novembre jusqu'au début d'avril; toutefois la circulation sécuritaire sur la glace se fait généralement du début décembre jusqu'au début d'avril.

## Géographie
Le lac Brûlé lequel est encaissée entre les montagnes. Son embouchure est situé à:
- 24,0 km à l'ouest de la rive nord-ouest du fleuve Saint-Laurent;
- 5,4 km à l'ouest du sommet du mont Raoul-Blanchard;
- 12,2 km au nord-ouest de la confluence de la rivière Sainte-Anne et de la rivière Brûlé;
- 33,0 km au sud-ouest du centre-ville de Baie-Saint-Paul[2].

Le lac Brûlé comporte une longueur de 4,2 km, une largeur de 1,7 km et une altitude de 841 m. Ce plan d'eau difforme ressemble à un champignon dont la tige penche vers l'ouest. Le lac Savane est surtout alimenté par la décharge du lac des Vases, un ruisseau non identifié et la décharge du Lac à Chiens. Le lac Brûlé est un plan d'eau rehaussé artificiellement par la construction d'un barrage à son embouchure.
À partir du barrage à l'embouchure du lac Brûlé, le courant descend en suivant la décharge du lac Brûlé sur 3,4 km, puis le cours de la rivière Brûlé sur 18,6 km, puis coule sur 53,9 km d'abord vers le sud-est, puis le sud-ouest, en suivant le cours de la rivière Sainte-Anne, laquelle traverse le centre-ville de Beaupré, jusqu'à la rive nord-ouest du fleuve Saint-Laurent.

## Toponymie
Probablement né vers 1592 à Champigny-sur-Marne en France, Étienne Brûlé devint un explorateur et un interprète en langue wendate (huronne). Il arrive dans la colonie en même temps que Samuel de Champlain, auprès de qui il s'est engagé en 1608. Brûlé est possiblement le premier Européen à avoir pénétré en Huronie. Il a exploré plusieurs territoires dont la baie Georgienne et les lacs Huron, Ontario, Supérieur et Érié, où il fait le commerce des fourrures pour les Français. Lors de la prise illégale de Québec par les frères Kirke en 1629, dans un contexte de guerre entre l'Angleterre à la France, Étienne Brulé passe au service des Anglais. Finalement, le traité de Saint-Germain-en-Laye met un terme au conflit en restituant la Nouvelle-France à la France, en 1632. Samuel de Champlain revient dans la colonie et accuse Étienne Brûlé de trahison en ces termes: «Voilà ceux qui on trahy leur Roy & vendu leur patrie[…]». Étienne Brulé se réfugie alors en Huronie où il est tué, au cours de l'année 1633.
Le toponyme "lac Savane" a été officialisé le 25 mars 1997 à la Banque des noms de lieux de la Commission de toponymie du Québec.